# Honky Cat
Honky Cat är en låt skriven av Elton John och Bernie Taupin. Den släpptes som andra och sista singel från albumet Honky Château och nådde nummer 8 på Billboard Hot 100.